# Siliken
Siliken fue un grupo de empresas dedicado al desarrollo de soluciones aplicables al sector de las energías renovables, con presencia en España, Estados Unidos, Italia, Francia, y Alemania. Tenía plantas de fabricación ubicadas en Rafelbuñol (Valencia) - Línea automática- y en Rumanía.
Siliken inició su actividad en junio de 2001 de la mano de Carlos Navarro, Gonzalo Navarro, Alfredo Puche y Francisco Clavel. Nacida de la observación del medio ambiente y de la inquietud ante los problemas energéticos actuales, ese mismo año recibió el premio a la mejor iniciativa empresarial por parte del IMPIVA (Instituto de la Mediana y Pequeña Industria de Valencia).
En 2005 se crea la empresa Siliken Electronics para fabricar convertidores DC-AC de conexión a red de instalaciones fotovoltaicas. En 2006 la compañía constituye Siliken Chemicals, cuya actividad es la producción de triclorosilano (TCS) y silicio de grado electrónico con objeto de autoabastecer al grupo de la materia prima necesaria para la fabricación de módulos. Con la creación de Siliken Solutions y Siliken Energy el grupo aborda también la instalación de sistemas llave en mano y relación con fondos de inversiones.
Desde su nacimiento en 2001, Siliken ha logrado una significativa cuota de mercado en el sector fotovoltaico español y ha instalado más de 500MW de energía solar fotovoltaica, lo que equivale a más de 700GW-h, al consumo eléctrico de más de 200.000 viviendas y al de más de 50.000 automóviles. Gracias a esta producción energética limpia, se ha evitado la emisión de más de 450.000 toneladas de CO2 a la atmósfera (comparado con generación eléctrica mediante central de ciclo combinado de gas natural de última generación) y la generación de más de 450.000 miligramos de residuos radioactivos de alta actividad. 
Siliken tenía su sede corporativa en el Parque Tecnológico de Paterna (Valencia). Fuera de España, tiene delegaciones en Alemania (Berlín), Francia (Toulouse), Italia (Roma y Milán) y en Estados Unidos (San Diego, California).